# دادستانی کل ارمنستان

دادستانی کل ارمنستان (انگلیسی: Prosecutor General of Armenia) (ارمنی: Հայաստանի Հանրապետության դատախազություն) یک سازمان دولتی است که وظیفه نظارت بر سیستم دادستان عمومی در ارمنستان را بر عهده دارد و اختیارات خود را از طریق دادستان کل ارمنستان اعمال می‌کند. این سازمان بر اجرای قوانین ارمنستان توسط سازمان‌های مجری قانون مانند پلیس جمهوری ارمنستان و سرویس امنیت ملی ارمنستان نظارت می‌کند. دفتر در شماره ۵، خیابان وازگن سرکیسیان، ایروان واقع شده است. دادستان کل فعلی آنا وارداپتیان است.
دادستانی کل جمهوری نخست ارمنستان در ۶ دسامبر ۱۹۱۸، زمانی که شورای حاکم قانون «در مورد اعمال قوانین امپراتوری سابق روسیه در قلمرو ارمنستان» را تصویب کرد، شروع به کار کرد. در دسامبر ۱۹۲۲، اتحاد جماهیر شوروی شروع به ایجاد نهادهای دولتی و سیستم‌های حقوقی خود کرد. در این دوره، یک دفتر دادستانی در دیوان عالی اتحاد جماهیر شوروی، با زیرمجموعه ای از آن اداره که در جمهوری فدراتیو سوسیالیستی قفقاز جنوبی شوروی (که یکی از پیشینیان ارمنستان کنونی بود) ایجاد شد. در ۲۰ ژوئیه ۱۹۳۳، دفتر دادستان عمومی اتحاد جماهیر شوروی با تصمیم مشترک کمیته اجرایی مرکزی اتحاد جماهیر شوروی و شورای کمیسرهای خلق تأسیس شد که منجر به ایجاد واحدهای وابسته به جمهوری در جمهوری‌های اتحاد جماهیر شوروی شد. در ۲۷ فوریه ۱۹۵۹، هیئتی در دفتر دادستانی شوروی به ریاست دادستان ارشد جمهوری شوروی سوسیالیستی ارمنستان تأسیس شد.
در ۵ ژوئیه ۱۹۹۵، پس از فروپاشی اتحاد جماهیر شوروی، اولین قانون اساسی ارمنستان به تصویب رسید. در نتیجه، یک دفتر مستقل نظامی و دادستانی در ۵ اکتبر همان سال تأسیس شد. این آژانس در سال ۱۹۹۹ به عضویت کامل شورای هماهنگی دادستان‌های کل کشورهای مستقل مشترک المنافع درآمد و در سال ۲۰۰۵ به عضویت انجمن بین‌المللی دادستان‌ها و کنفرانس دادستان‌های کل اروپا درآمد 

## ساختار سازمانی
این دفتر دارای ساختار سازمانی زیر است:
- دفتر مرکزی
  - اداره تحقیقات برای
  - بخش نظارت
  - اداره امور دفاعی و تجدیدنظر اعمال قضایی
  - اداره امنیت عمومی
  - اداره حفاظت از منافع کشور
  - بخش حقوقی
  - اداره همکاری‌های حقوق بین‌الملل
  - اداره مبارزه با فساد و جرایم اقتصادی
  - معاونت حقوقی سازمانی
  - بخش فناوری اطلاعات
  - دبیرخانه
  - بخش پروتکل
  - بخش روابط عمومی
  - بخش حسابرسی داخلی
  - بخش مدیریت کارکنان
  - بخش سازمانی
  - بخش آماری و تجزیه و تحلیلی
- دادستان نظامی
  - بخش تحقیقات
  - بخش نظارتی
  - بخش حفاظت از منافع کشور
- دفاتر پادگانی
  - دفتر دادستانی پادگان نظامی ایروان
  - دفتر دادستانی پادگان نظامی گوریس
  - دفتر دادستانی پادگان نظامی استان لوری
  - دفتر دادستانی پادگان نظامی سوان
  - دفتر دادستانی پادگان نظامی شیراک
  - دفتر دادستانی پادگان نظامی یغگنادزور
  - دفتر دادستانی پادگان نظامی شماره ۱
  - دفتر دادستانی پادگان نظامی شماره ۲
  - دفتر دادستانی پادگان نظامی شماره ۳
- دفاتر دادستانی شهر:
  - دفتر دادستانی شهر ایروان
  - دفتر دادستانی ناحیه‌های ناحیه آوان و نور نورک
  - دفتر دادستانی مالاتیا سباستیا
  - دفتر دادستانی ناحیه‌های آجاپنیاک و داوتاشن
  - دفتر دادستانی ناحیه‌های آرابکیر و کاناکر زیتون
  - دفتر دادستانی ناحیه‌های اربونی و نوباراشن
  - دفتر دادستانی ناحیه‌های کنترون و نورک ماراش
  - دفتر دادستانی ناحیه اداری شنگاویت
- دفاتر دادستانی استانی:
  - دفتر دادستانی استان آراگاتسوتن
  - دفتر دادستانی استان آرارات
  - دفتر دادستانی استان آرماویر
  - دفتر دادستانی استان گغارکونیک
  - دفتر دادستانی استان کوتایک
  - دفتر دادستانی استان شیراک
  - دفتر دادستانی استان لوری
  - دفتر دادستانی استان سیونیک
  - دفتر دادستانی استان وایوتس‌جور
  - دفتر دادستانی استان تاووش
- بخش‌های منطقه‌ای

## دادستان‌های کل ارمنستان
| نگاره                            | عنوان                   | پذیرش پست            | ترک پست              | نخست‌وزیر             |
| جمهوری نخست ارمنستان             | جمهوری نخست ارمنستان    | جمهوری نخست ارمنستان | جمهوری نخست ارمنستان | جمهوری نخست ارمنستان |
| -------------------------------- | ----------------------- | -------------------- | -------------------- | -------------------- |
|                                  | آبراهام گیولخاندانیان   |                      |                      |                      |
|                                  | روبن داربینیان          | مه ۱۹۲۰              | نوامبر ۱۹۲۰          |                      |
| جمهوری شوروی سوسیالیستی ارمنستان |                         |                      |                      |                      |
|                                  | دانوش شاهوردیان         | ۱۹۲۲                 | ۱۹۲۳                 |                      |
|                                  | لئون وارداپتیان         | ۱۹۲                  | ۱۹۲۷                 |                      |
|                                  | زارمائیر آشرافیان       | ۲۴ آوریل ۱۹۲۷        | ۳۰ مارس ۱۹۲۹         |                      |
|                                  | آرمناک هوسپیان          | ۱۹۲۹                 | ۱۹۳۰                 |                      |
|                                  | سارگیس خانویان          | ۱۹۳۰                 | ۱۹۳۳                 |                      |
|                                  | پتیک توروسیان           | ۲۸ ژانویه ۱۹۳۳       | ۱ اوت ۱۹۳۶ یا ۱۹۳۷   |                      |
|                                  | آرام هاروتیونیان        | ۱۹۳۷                 | ۱۹۳۹                 |                      |
|                                  | هایک مغاوریان           | ۱۹۳۹                 | ۱۹۴۸                 |                      |
|                                  | ورامشاپوه تادئوسیان     | ۱۹۴۸                 | ۱۹۴۹                 |                      |
|                                  | ایساهاک ایساگولوف       | ۱۹۴۹                 | ۱۹۵۴                 |                      |
|                                  | کادموس اوانیسیان        | ۱۹۵۴                 | ۱۹۵۹                 |                      |
|                                  | آرتاوازد گئورگیان       | ۱۹۵۹                 | ۱۹۶۱                 |                      |
|                                  | وارتگس موسی‌خانیان       | ۱۹۶۱                 | ۱۹۷۱                 |                      |
|                                  | سورن اوسیپیان           | ۱۹۷۱                 | ۱۹۸۸                 |                      |
|                                  | ولادیمیر نازاریان       | ۱۹۸۸                 | ۱۹۹۰                 |                      |
|                                  | آرتاوازد گئورگیان       | ۱۹۹۰                 | ۱۹۹۱                 |                      |
| جمهوری ارمنستان                  |                         |                      |                      |                      |
|                                  | آرتاوازد گئورگیان       | ۱۹۹۱                 | ۱۹۹۷                 |                      |
|                                  | هنریک خاچاطریان         | ۱۹۹۷                 | ۱۹۹۸                 |                      |
|                                  | بوریس نازاریان          | ۱۹۹۹                 | ۲۰۰۱                 |                      |
|                                  | آرام تامازیان           | ۲۰۰۱                 | ۲۰۰۴                 |                      |
|                                  | آغوان هوسپیان           | ۲۰۰۴                 | ۲۰۱۳                 |                      |
|                                  | گئورگ گوستانیان         | ۱ اکتبر ۲۰۱۳         | ۴ اوت ۲۰۱۶           |                      |
|                                  | آرتور داوتیان (حقوق‌دان) | ۲۰۱۶                 | ۲۰۲۲                 |                      |
|                                  | آنا وارداپتیان          | ۲۰۲۲                 | اکنون                |                      |